# WTA Challenger de New Haven
O WTA Challenger de New Haven – ou Oracle Challenger Series – New Haven, na última edição – é um torneio de tênis profissional feminino, de nível WTA 125K.
Realizado em New Haven, no estado de Connecticut, nos Estados Unidos, estreou em 2019. Os jogos são disputados em quadras duras durante o mês de setembro.

## Finais

### Simples
| Ano                                                         | Campeã        | Vice-campeã           | Resultado |
| ----------------------------------------------------------- | ------------- | --------------------- | --------- |
| Torneio não realizado em 2020 devido à pandemia de COVID-19 |               |                       |           |
| 2019                                                        | Anna Blinkova | Usue Maitane Arconada | 6–4, 6–2  |

### Duplas
| Ano                                                         | Campeãs                           | Vice-campeãs                     | Resultado        |
| ----------------------------------------------------------- | --------------------------------- | -------------------------------- | ---------------- |
| Torneio não realizado em 2020 devido à pandemia de COVID-19 |                                   |                                  |                  |
| 2019                                                        | Anna Blinkova Oksana Kalashnikova | Usue Maitane Arconada Jamie Loeb | 6–2, 4–6, [10–4] |